# Bsames
Bsames (tiếng Ả Rập: بسامس) là một ngôi làng Syria nằm ở Ihsim Nahiyah ở huyện Ariha, Idlib. Theo Cục Thống kê Trung ương Syria (CBS), Bsames có dân số 3.638 trong cuộc điều tra dân số năm 2004.